# Bataille de Markham Gartok
Intervention militaire chinoise au Tibet (1950-1951)
La bataille de Markham Gartok est livrée le 6 octobre 1950, lors de l'intervention militaire au Tibet de la Chine en 1950 – 1951.

## La bataille
Début octobre, l'Armée populaire de libération chinoise reçoit l'ordre de pénétrer au Tibet. Les troupes chinoises, commandées par le général Wang Qimei, passent à l'attaque et envahissent le Kham, province orientale du Tibet, marchant sur Chamdo, la ville principale. Les Tibétains résistent comme ils le peuvent, mais sans grand succès.
Markham Gartok, qui compte une garnison de 250 hommes, composée pour partie de soldats de Lhassa et de recrues khambas, est assaillie par une armée d'un millier d'hommes. Les Tibétains tiennent leurs positions, mais menacés d'être submergés, leur commandant, le gouverneur de Markham Gartok Dergé Sé ordonne la retraite. À cette annonce, les guerriers khambas tournent leurs armes vers leurs compatriotes, exigeant qu'ils poursuivent la lutte. Les Lhasséens reprennent donc le combat ; cela a pour seul résultat de retarder l'inéluctable et d'alourdir le bilan de la bataille.
Battus également à Rangsum et à Riwoché, les Tibétains ne peuvent contenir l'avance chinoise inexorable et Chamdo tombe quelques jours plus tard, sans combat.